# Serhij Pawłow
Serhij Iwanowycz Pawłow (ukr. Сергій Іванович Павлов; ur. 18 lipca 1997 w Makiejewce) – ukraiński koszykarz, występujący na pozycji silnego skrzydłowego, reprezentant kraju, obecnie zawodnik WKS Śląska Wrocław.
17 stycznia 2023 został zawodnikiem WKS Śląska Wrocław.

## Osiągnięcia
Stan na 6 lutego 2023, na podstawie, o ile nie zaznaczono inaczej.

### Drużynowe
- Mistrz Ukrainy (2016, 2019)
- Wicemistrz Ukrainy (2017, 2020)
- Brązowy medalista mistrzostw Ukrainy (2018, 2021)
- Zdobywca Pucharu Ukrainy (2016)
- Finalista Pucharu Ukrainy (2014, 2018)
- Uczestnik rozgrywek międzynarodowych:
  - Ligi Mistrzów FIBA (2016/2017)
  - FIBA Europe Cup (2015/2016, 2017/2018)

### Indywidualne
- Najlepszy młody zawodnik ligi ukraińskiej (2019)

### Reprezentacja
Seniorska
- Uczestnik kwalifikacji:
  - europejskich do mistrzostw świata (2019, 2021)
  - do Eurobasketu (2020)

Młodzieżowa
- Wicemistrz:
  - uniwersjady (2019)
  - Europy U–18 dywizji B (2014)
- Uczestnik:
  - mistrzostw Europy:
    - U–20 (2016 – 8. miejsce, 2017 – 10. miejsce)
    - U–18 (2015 – 15. miejsce)
    - U–16 (2013 – 10. miejsce)